# Артър Мароти
Артър Мароти (на английски: Arthur F. Marotti) e американски литературен историк, почетен професор на Държавния университет Уейн. Един от авторитетните изследователи на Джон Дън. Считан за един от представителите на Новия историцизъм в литературознанието.

## Биография
Роден е на 3 април 1940 г. в Ню Йорк. Защитава докторска дисертация в университета „Джонс Хопкинс“ през 1965 г. Същата година сключва брак с Алис Моджър, с която имат двама сина.

### Монографии
- John Donne, Coterie Poet (Джон Дън, поетът на затворената общност). University of Wisconsin Press, 1986 (2-ро изд. с нов предговор – Wipf and Stock Publishers, 2008)
- Manuscript, Print, and the English Renaissance Lyric (Ръкописът, отпечатаният текст и английската ренесансова лирика). Ithaca and London: Cornell University Press, 1995.
- Religious Ideology and Cultural Fantasy: Catholic and Anti-Catholic Discourses in Early Modern England (Религиозна идеология и културна фантазия: Католическият и антикатолическият дискурс в Англия на ранната модерност). University of Notre Dame Press, 2005.[1]

### Редакции и съставителства
- (Съставител) Critical Essays on John Donne. New York: G.K. Hall; Toronto: Maxwell Macmillan Canada; New York, Oxford, Singapore, Sydney: Maxwell Macmillan International, 1994. Съдържа 16-странично Въведение и редактирана версия на глава от книгата на Мароти за Джон Дън
- (Съсъставител заедно със Седрик Браун) Texts and Cultural Change in Early Modern England. Basingstoke, Hampshire: Macmillan and New York: St. Martin's Press, 1997. Съдържа есето на Мароти „Southwell's Remains: Catholicism and Anti-Catholicism in Early Modern England“, pp. 37-65.
- (Съставител) Catholicism and Anti-Catholicism in Early Modern English Texts. Basingstoke, Hampshire and London: Macmillan and New York: St. Martin's Press, 1999. Съдържа есето на Мароти „Alienating Catholics in Early Modern England: Recusant Women, Jesuits and Ideological Fantasies“, pp. 1-34.
- (Съсъставител заедно с Майкъл Бристол) Print, Manuscript and Performance: The Changing Relations of the Media in Early Modern England. 2000. Съдържа есето на Мароти „Manuscript Transmission and the Embattled Catholic Minority in Early Modern England“, pp. 192-99.

### По-важни студии
- „John Donne“. – В: The Encyclopedia of the Renaissance, 6 vols. Scribner's, 1999.
- „Elizabethan Lyric Poetry and Early Modern Print Culture“. – В: Approaches to Teaching Shorter Elizabethan Poetry, ed. Patrick Cheney and Anne Lake Prescott. Modern Language Association, 2000.
- (заедно с Харолд Лов) „Manuscript Transmission and Circulation“. Глава 2 на Cambridge History of Early Modern English Literature, ed. David Loewenstein and Janel Mueller. 2002.
- „Shakespeare and Catholicism“. – В: Theatre and Religion: Lancastrian Shakespeare, ed. Richard Dutton, Alison Gail Findlay, and Richard Wilson. Manchester and New York: Manchester University press, 2003, 218-41.
- „Shakespeare's Sonnets and the Manuscript Circulation of Texts in Early Modern England“. – В: Blackwell's Companion to Shakespeare's Sonnets, ed. Michael Schoenfeldt. Oxford: Blackwell's, 2006, 185-203.
- „Humphrey Coningsby and the Personal Anthologizing of Verse in Elizabethan England“. – В: New Ways of Looking at Old Texts IV, ed. Micheal Denbo and W. Speed Hill. Tempe, AZ: Renaissance English Text Society and Medieval and Renaissance Texts and Studies in 2008, 71-102.